# JScript .NET
JScript .NET es un lenguaje de programación .NET desarrollado por Microsoft. 
Las principales diferencias entre JScript y JScript .NET se pueden resumir de la siguiente manera:
En primer lugar, JScript es un lenguaje de scripting, y como tal, los programas (o más sugerente, scripts) se puede ejecutar sin necesidad de compilar el código primero. Este no es el caso con el JScript .NET compilador de línea de comandos, ya que esta versión de próxima generación se basa en la plataforma .NET Common Language Runtime (CLR) para su ejecución, lo que requiere que el código se compile a Common Intermediate Language (CIL), antes llamado Microsoft Intermediate Language (MSIL), antes de que pueda ser ejecutado. Sin embargo, JScript .NET todavía proporciona soporte completo para la interpretación de código en tiempo de ejecución (por ejemplo, a través del constructor de función o la función eval) y de hecho el intérprete puede ser expuesto por las aplicaciones personalizadas que alojan el JScript .NET del motor a través del VSA [argot] interfaces.
En segundo lugar, JScript tiene una base sólida en las tecnologías ActiveX / COM de Microsoft, y se basa principalmente en los componentes ActiveX para ofrecer gran parte de su funcionalidad (incluyendo el acceso de base de datos a través de ADO, el manejo de archivos, etc), mientras que JScript .NET utiliza el .NET Framework para proporcionar una funcionalidad equivalente. Por compatibilidad con versiones anteriores (o donde no existe biblioteca equivalente .NET), JScript. NET todavía proporciona acceso completo a los objetos ActiveX a través de .NET / interoperabilidad COM utilizando tanto el constructor ActiveXObject y los métodos estándar de la. Clase Type .NET.

## Diferencias Con Otros Lenguajes
Los siguientes son ejemplos de las diferencias existentes entre JScript. NET y otros. NET, incluyendo comparaciones.

### Diferencias Con C#
- JScript .NET no requiere un método main () en una clase que el sistema operativo debe llamar directamente al ejecutar a JScript .NET, como tal, el flujo de programas escritos en JScript .NET se basa en un código global.

- JScript .NET, debido a su sistema de comprobación de tipos muy suelto puede ser muy fácil de aprender, ya que no se requiere la convención de la declaración de tipo explícita en absoluto.

- JScript .NET no requiere referencias explícitas al .NET Framework Base de biblioteca de clases, ya que ciertas funciones que se encuentran en las versiones anteriores de JScript están presentes en JScript .NET (por ejemplo, las funciones para encontrar la tangente de un ángulo de un triángulo rectángulo).

- JScript .NET está estrechamente relacionada con la sintaxis de C, y es por lo tanto muy fácil de aprender para los desarrolladores de C#, Java y C++.

- Aunque JScript .NET se puede utilizar para crear aplicaciones de Windows Forms, JScript .NET tendrá algunos problemas, ya que los delegados solo pueden ser consumidos en JScript .NET y no se ha creado. Por lo tanto, los eventos personalizados son difíciles de emular en JScript. NET.